# Ein toter Bruder
Ein toter Bruder ist ein deutsches Fernseh-Filmdrama des Regisseurs Stefan Krohmer aus dem Jahr 2005 mit Marie Bäumer, Thomas Dannemann, Michael Rotschopf und Valerie Koch in den Hauptrollen. Die Erstausstrahlung erfolgte am 8. Juli 2005 auf arte. Produziert wurde der Film in Kooperation mit dem Bayerischen Rundfunk (BR), dem Südwestrundfunk (SWR) und dem Rundfunk Berlin-Brandenburg (rbb).

## Handlung
Annette und Jakob besuchen die sogenannte „Ehemaligen-Party“ mit ihren einstigen Studienkollegen. Der Gastgeber Arved, mittlerweile ein erfolgreicher Politiker, unterbreitet Jakob in seiner Funktion als Journalist ein lukratives Jobangebot. Arved ist mit Diana verheiratet, die seit einem Unfall mit Annettes Bruder querschnittsgelähmt, was in Annette auf der Party erneut Schuldvorwürfe hervorruft. Sie will deshalb die Veranstaltung so schnell es geht wieder verlassen, doch Jakob überredet sie zum Bleiben. Arved hingegen zeigt sich ahnungslos und bittet Annette sogar, sich während der Party um seine Frau zu kümmern. Diana, Annette nicht unaufgeschlossen gegenüber, eröffnet ihr, dass ihr Ehemann ein korrupter Politiker sei und sie nur benutzen wolle, sie zu töten und ihr dann anschließend die Schuld zuzuweisen. Annette und Jakob sind geschockt über diese Neuigkeiten und können tatsächlich in der Wohnung in einem unbeobachteten Moment belastende Unterlagen sicherstellen. Als wenig später Diana von Klippen hinunter gestürzt wird, beginnt ein Wettlauf mit der Zeit.

## Hintergrund
Ein toter Bruder wurde unter dem Arbeitstitel Der tote Bruder vom 25. Mai 2004 bis zum 2. Juli 2004 in Mecklenburg-Vorpommern und Umgebung gedreht. Produziert wurde der Film von TeamWorx und der UFA Fiction.
Der Regisseur Stefan Krohmer wurde für diesen Film mit dem Adolf-Grimme-Preis 2006 in der Kategorie „Fiktion & Unterhaltung“ nominiert.

## Kritik
Die Kritiker der Fernsehzeitschrift TV Spielfilm gaben dem Filmdrama Ein toter Bruder zwei von drei möglichen Punkten für den „Anspruch“ und in der Kategorie „Spannung“. Sie merkten an: „Nahmen sich Regisseur Stefan Krohmer und Drehbuchautor Daniel Nocke in „Sie haben Knut“ 2003 noch die linksalternative Szene der 80er vor, so tauchen sie hier die „Generation Golf“ in wenig schmeichelhaftes Licht – bis zum verstörenden Ende.“ und konstatierten: „Bröckelnde Fassade als fesselndes Kammerspiel“. Der Film erhielt insgesamt die bestmögliche Wertung, Daumen nach oben.
Der Filmdienst meinte, Ein toter Bruder sei ein „spannender, intelligent erzählter und dramaturgisch überzeugender (Fernseh-)Thriller, der souverän mit den Erwartungen des Publikums spielt und am Ende einige bitterböse Pointen bereit hält.“ Darüber hinaus sei der Film ein „präzises Generationsporträt, das viel über die Träume und Wünsche, aber auch die Gier und Erfolgssucht eines Milieus erzählt, dem Erfolg mehr gilt als Moral“.